# Amidala
Az Amidala ismeretlen eredetű női név, a Csillagok háborúja című film egyik szereplőjének neve.

## Gyakorisága
Az újszülötteknek az 1990-es években nem lehetett anyakönyvezni. A 2000-es és a 2010-es években sem szerepelt a 100 leggyakrabban adott női név között.
A teljes népességre vonatkozóan az Amidala sem a 2000-es, sem a 2010-es években nem szerepelt a 100 leggyakrabban viselt női név között.

## Híres Amidalák

### Egyéb Amidalák
- Padmé Amidala, Csillagok háborúja-szereplő